# Harvey Bicker
(Reginald) Harvey Bicker (1938) es un empresario y político de Fianna Fáil norirlandés de Spa, Condado Down, aunque es originario de Lisburn.

## Honores

### Membresías
- 2005-2012: Concejo del Estado de Presidencia de Irlanda.[4]

- 1997-2004: concejal sirviendo en el Consejo de Distrito de Down como miembro del Ulster Unionist Party (UUP).[5]

Bowles fue cooptado como el reemplazo del UPS en el Consejo tras su nombramiento como presidente del Grupo de Trabajo parque nacional de Mourne por Angela Smith.
Es conocido por ser el primer ex unionista del Ulster de afiliarse a un Partido republicano irlandés después que el Fianna Fáil anunció su intención de organizarse sobre una base para toda Irlanda.
Bicker es un coronel retirado, del Ejército Británico, habiendo servido en el Regimiento Real Irlandés y en el Ulster Defence Regiment. Es miembro del Trust de Irlanda de Patrimonio militar.